# Folias de Reis de General Carneiro

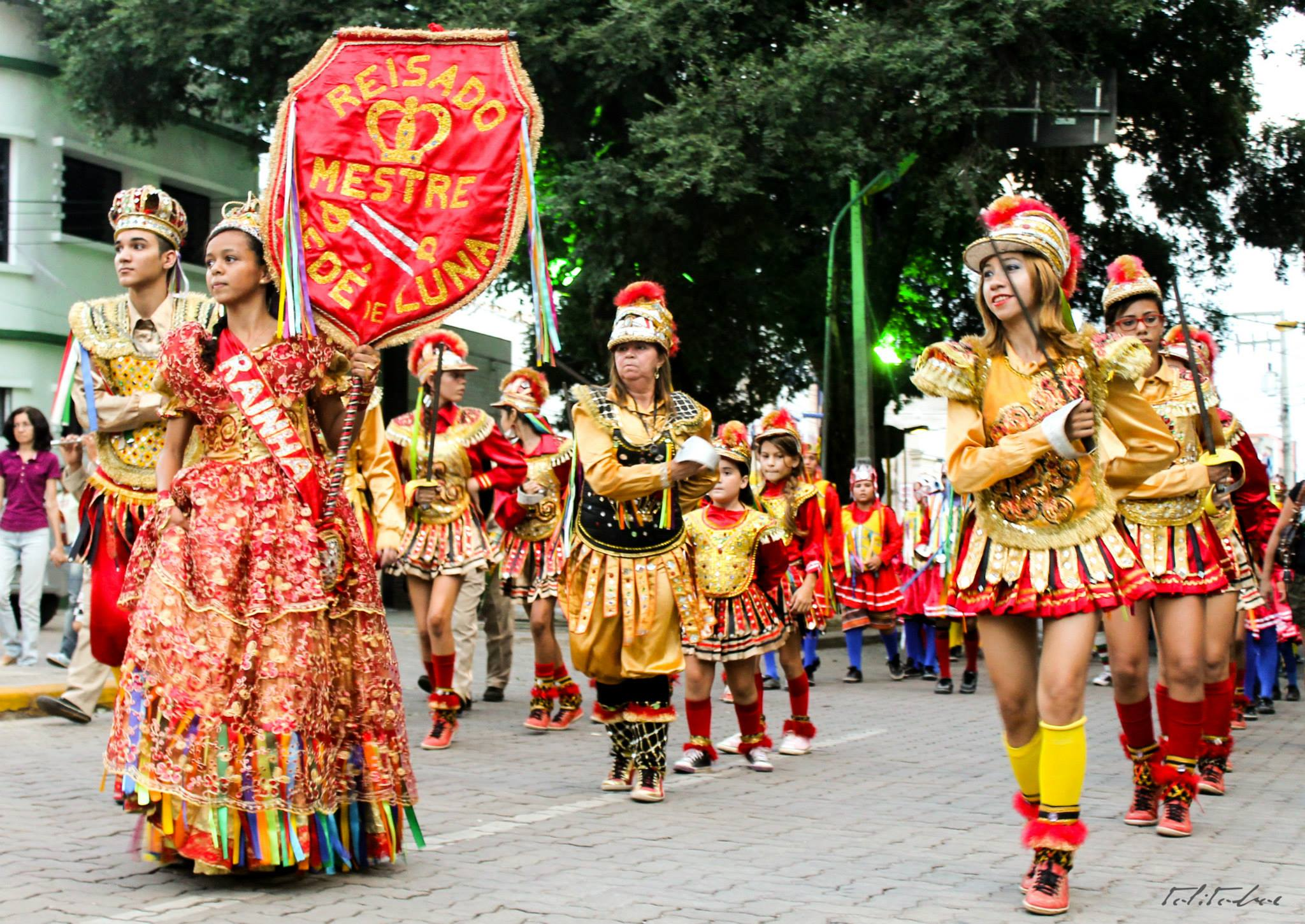
Folias de Reis.

O Folias de Reis de General Carneiro são tombadas como patrimônio cultural imaterial.
As festas de Folias de Reis são oriundas de uma manifestação popular de crença própria, difundidas em diversas áreas do território brasileiro, e em diferentes cidades foram registradas pelo Governo de Mato Grosso como uma forma de registrar e consolidar a memória mato-grossense. Em General Carneiro, a tradição iniciou-se a 1962, a festa acontece todo ano entre 20 de dezembro e 6 de janeiro, além de reunir cerca de mil pessoas por dia para assistirem e ou participarem dos festejos.
As folias são manifestações culturais e religiosas, os conjuntos que as celebram formam-se a partir de sua fé em santos como São Sebastião, os Três Reis Magos, Nossa Senhora da Conceição, Divino Espírito Santo, São Benedito, dentre outros.
Geralmente, companhias ou ternos são formados por cantadores e tocadores, podendo ter diferentes personagens, como reis, palhaços e bastiões. Diversos instrumentos acompanham a cantoria, entre eles violas, bumbos, cavaquinho, pandeiros, violões, sanfonas, caixas, sanfona, zabumba, e reco-reco.
A tradição tem origem ibérica e carrega nela diversas práticas culturais, saberes, formas de expressão, ritos e celebrações tradicionais locais.
A festa tradicional foi tombada em 2014 através da portaria n.º 062/2014, assinada pela secretaria de Estado e Cultura de Mato Grosso, e publicada no Diário Oficial do Estado de Mato Grosso em 25 de julho daquele ano.